# Lafarre, Ardèche
Lafarre är en kommun i departementet Ardèche i regionen Auvergne-Rhône-Alpes i sydöstra Frankrike. Kommunen ligger  i kantonen Saint-Félicien som ligger i arrondissementet Tournon-sur-Rhône. År 2022 hade Lafarre 45 invånare.

## Befolkningsutveckling
Antalet invånare i kommunen Lafarre
Referens: INSEE

## Galleri

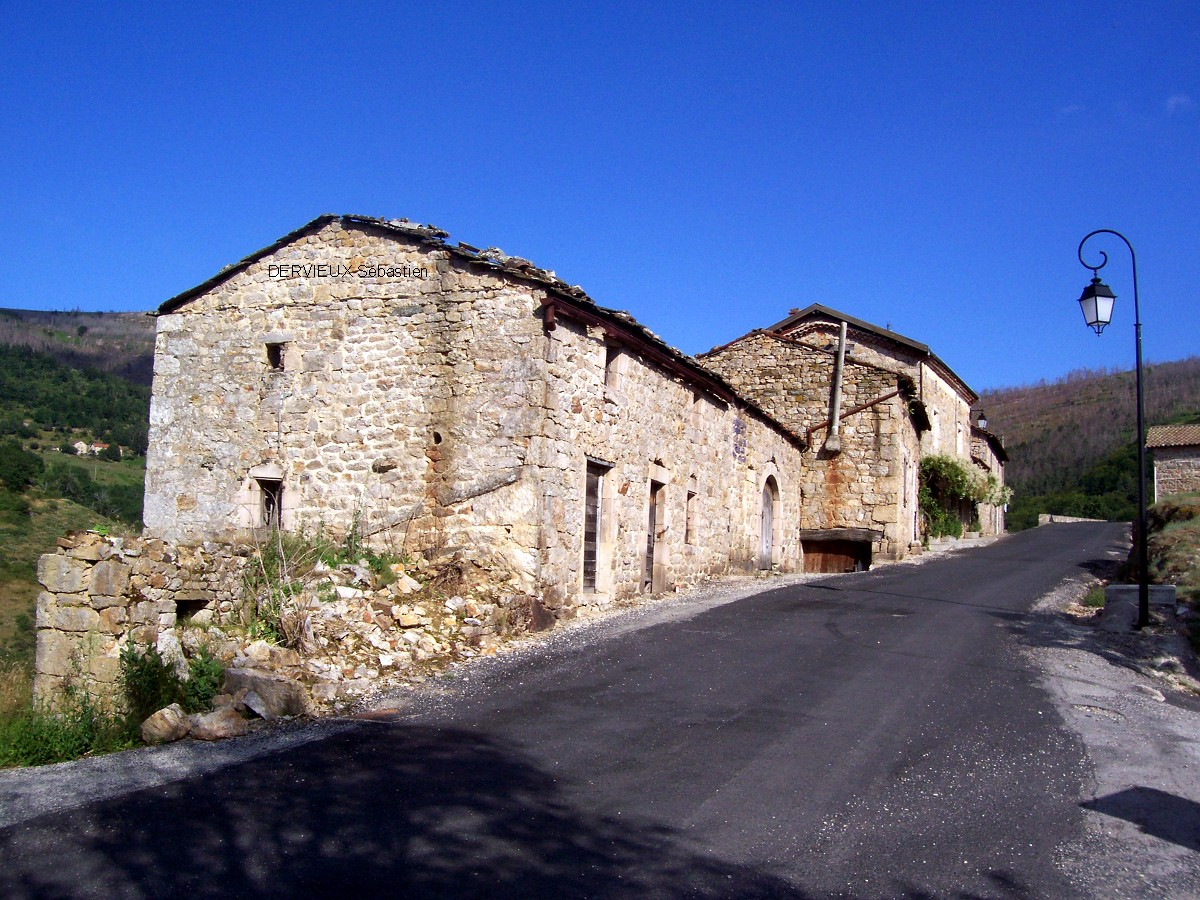
Huvudgatan
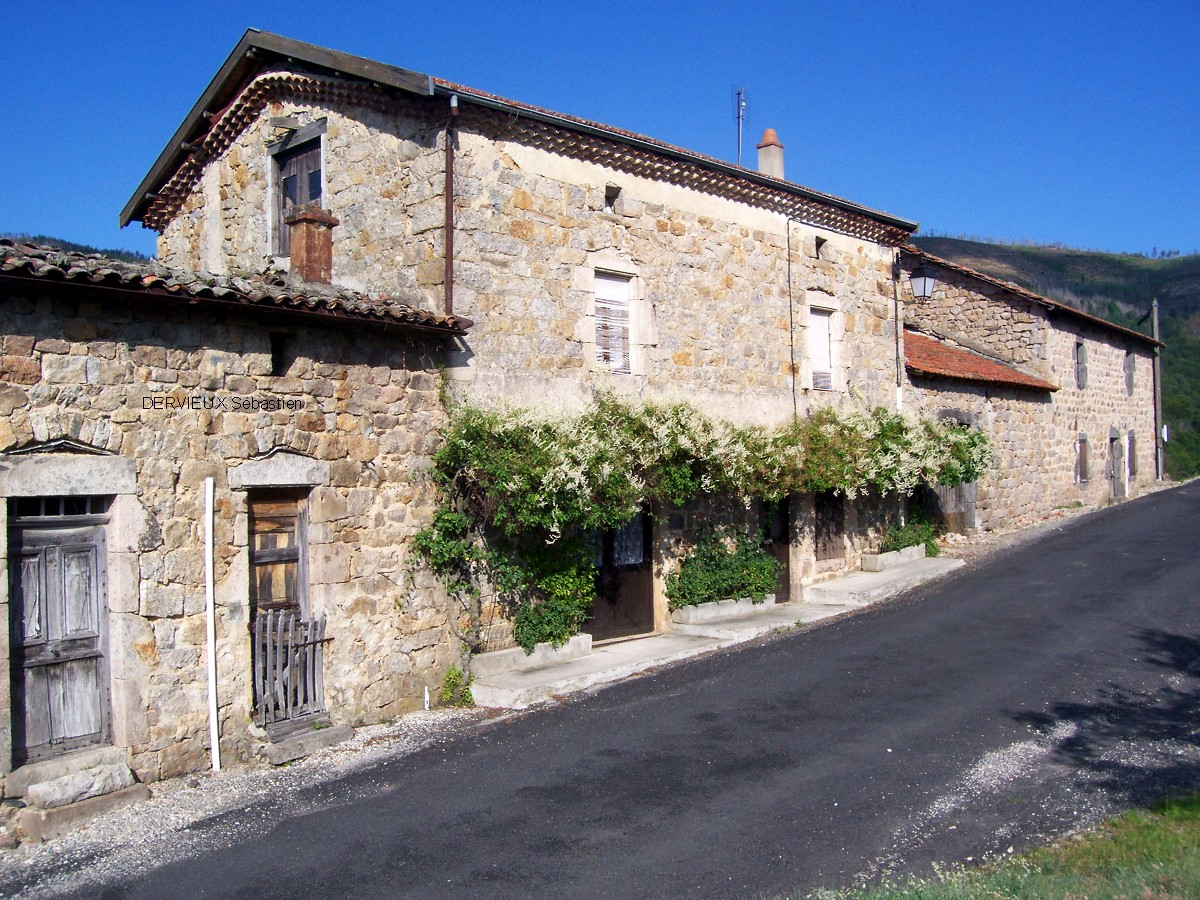
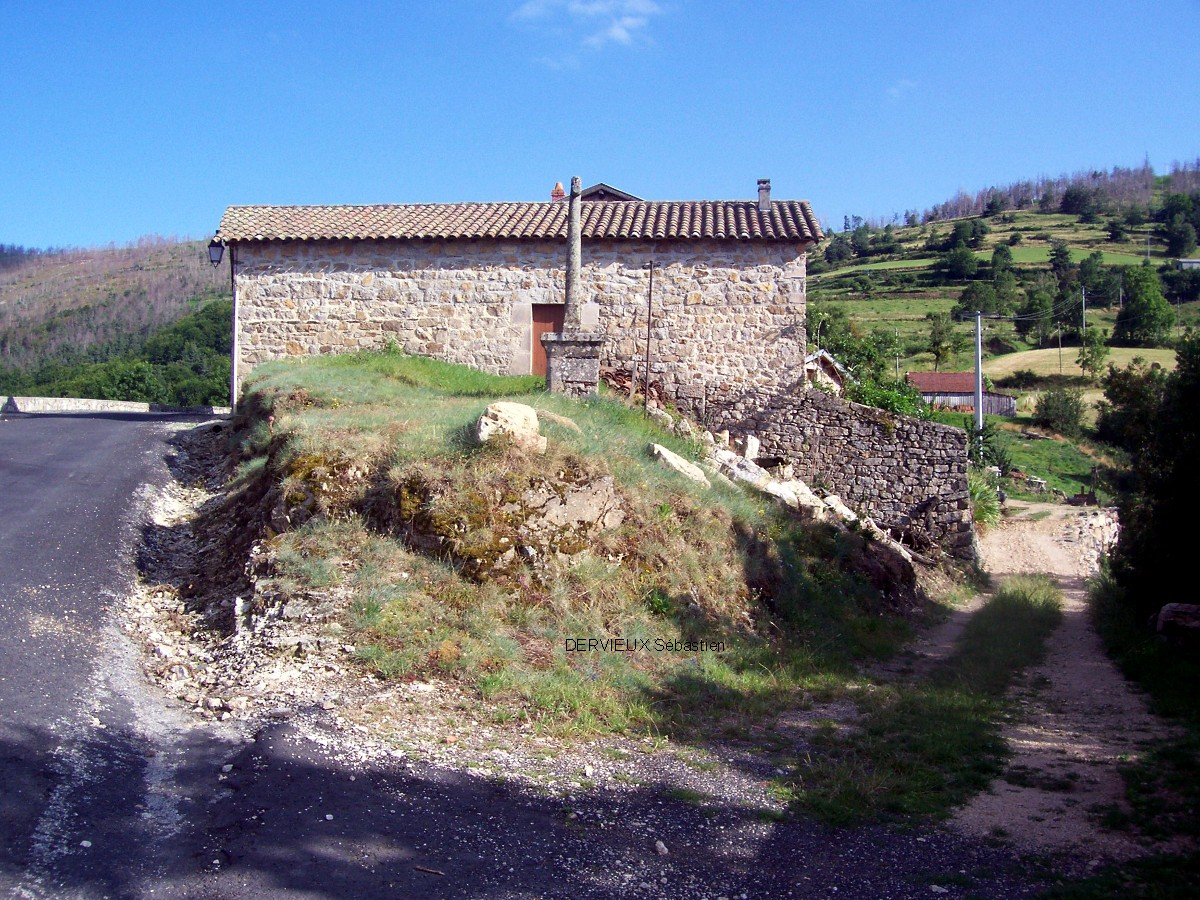
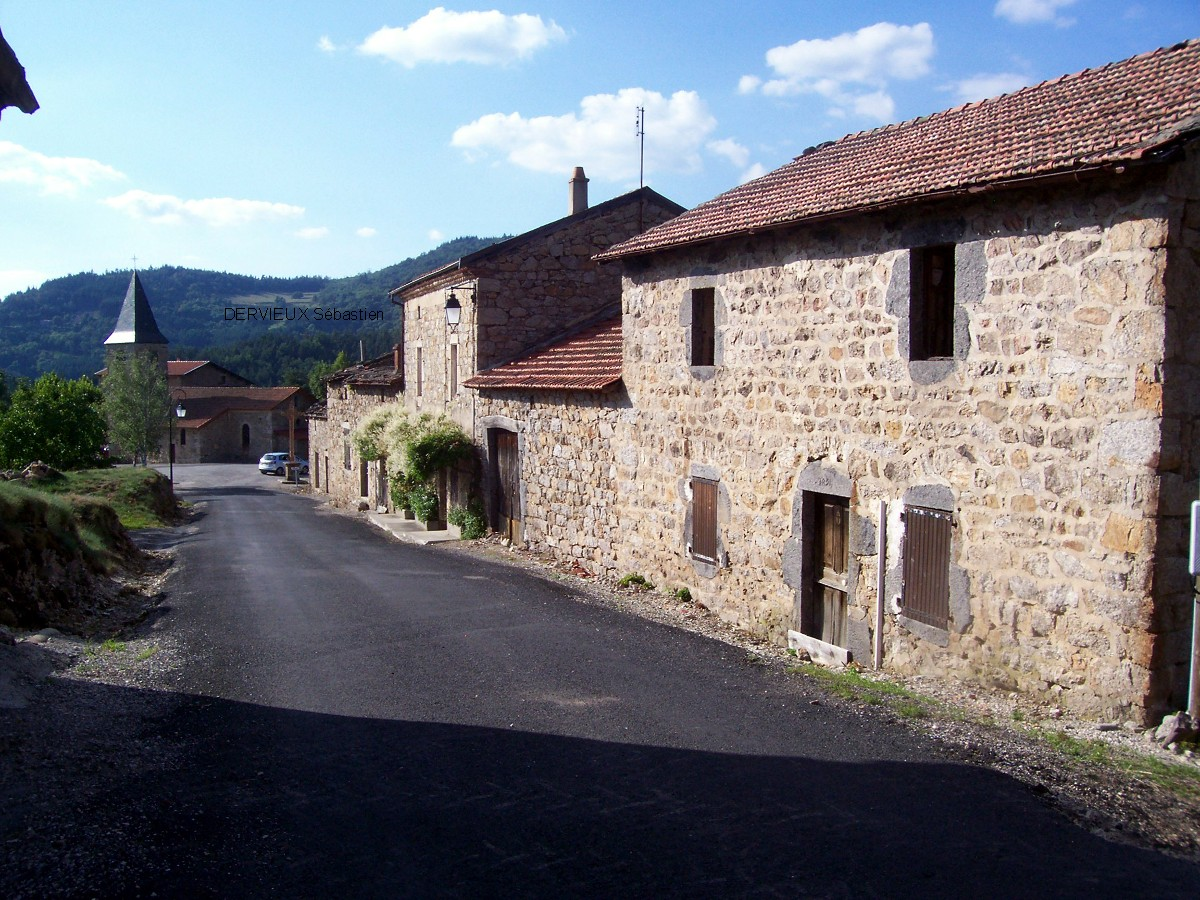
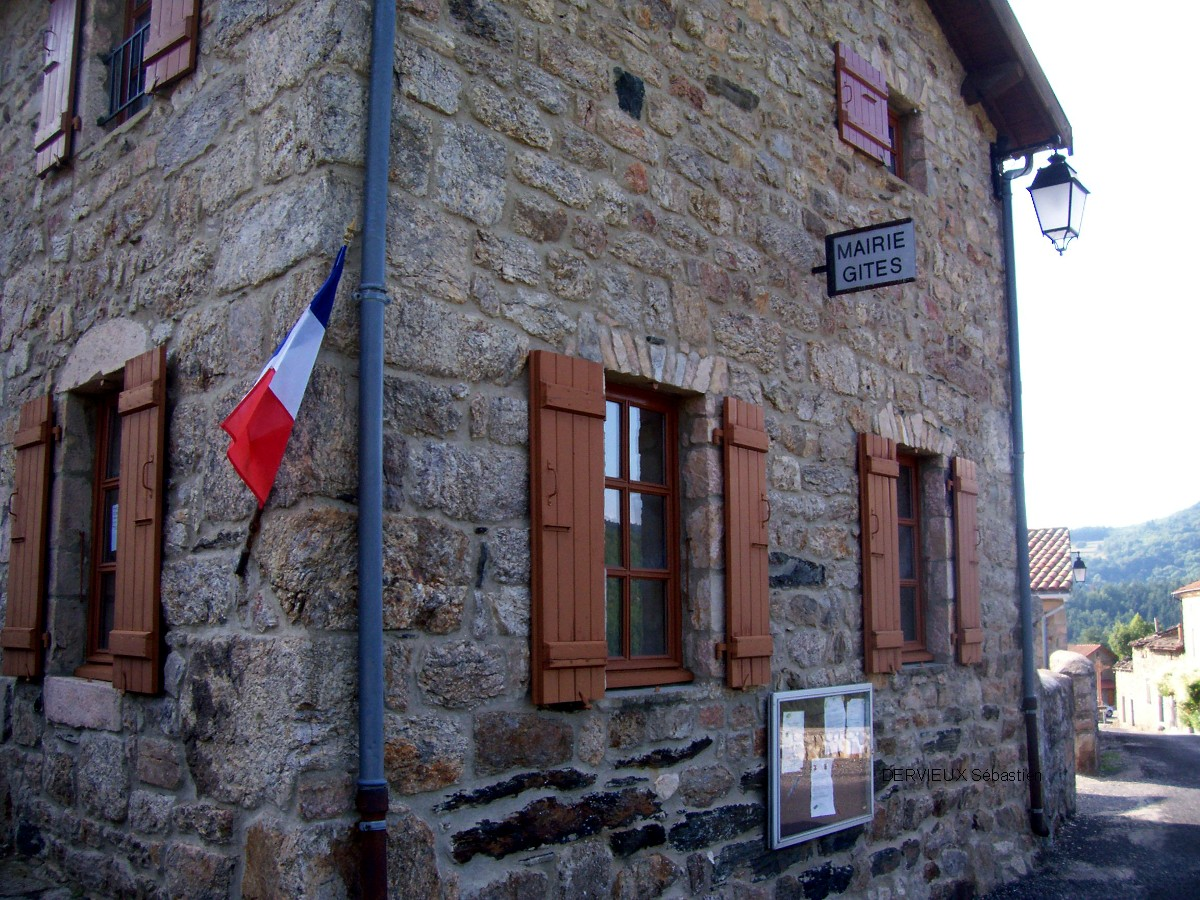
Rådhuset